# Sarcophage d'Eshmunazar II
Le sarcophage d'Eshmunazar II est un sarcophage du VIe siècle av. J.-C. mis au jour en 1855 dans la « nécropole phénicienne » à Sidon, au Liban. Il porte une inscription phénicienne sur son couvercle qui était au moment de sa découverte la première inscription en langue phénicienne trouvée en Phénicie proprement dite, et de ce fait d'une grande importance. Elle demeure aujourd'hui le texte phénicien d'époque perse le plus long jamais trouvé, et la deuxième plus longue inscription phénicienne existante après celle mise au jour à Karatepe en 1946. Le sarcophage porte aussi une autre inscription gravée sur son auge, sous la tête du sarcophage. 
Eshmunazar II (phénicien :  𐤀𐤔𐤌𐤍𐤏𐤆𐤓, un nom théophore signifiant « Eshmun aide ») était un roi phénicien de Sidon et le fils du roi Tabnit (en). Son sarcophage a probablement été sculpté en Égypte dans de l'amphibolite locale et emporté comme butin par les Sidoniens lors de leur participation à la conquête de l'Égypte par Cambyse II en 525 av.J.-C.
Le sarcophage a été donné au Louvre dès 1855. Plus d'une douzaine d'érudits à travers l'Europe et les États-Unis se sont précipités pour traduire les inscriptions. La traduction a permis d'identifier le roi enterré à l'intérieur, sa lignée et les édifices dont il a commandé la construction. Les inscriptions avertissent les lecteurs de ne pas déranger le lieu de repos d'Eshmunazar II ; elles disent également que le « seigneur des rois », le roi achéménide, accorda à Eshmunazar II les territoires de Dor, Joppé et Dagon en reconnaissance de ses services.
La découverte a suscité un grand enthousiasme pour la recherche archéologique dans la région et a été le principal catalyseur de la Mission de Phénicie d'Ernest Renan en 1860-1861, la première grande mission archéologique au Liban et en Syrie.

## Eshmunazar II
Eshmunazar II ( phénicien : 𐤀𐤔𐤌𐤍𐤏𐤆𐤓, un nom théophore signifiant «Eshmun aide»), était un roi phénicien de Sidon ( r. c. 539 – c. 525 BC . J.-C.), le petit-fils du roi Eshmunazar Ier et un roi vassal de l'empire achéménide. Eshmunazar II régna après son père Tabnit I sur le trône de Sidon, et mourut prématurément à l'âge de 14 ans, après quoi il fut remplacé par son cousin Bodashtart .

## Découverte
La découverte du sarcophage d'Eshmunazar II est annoncée le 11 février 1855 dans le New York Journal of Commerce. Selon ce journal, l'hypogée (tombe souterraine) contenant le sarcophage a été découvert alors que des chasseurs de trésors creusaient dans le sol d'un ancien cimetière dans les plaines au sud de la ville de Sidon, dans le Liban actuel, le 19 janvier 1855.
Le 20 février 1855, Antoine-Aimé Peretié, chancelier du consulat de France à Beyrouth et archéologue amateur est informé par Alphonse Durighello, agent du consulat de France à Sidon, d'une découverte archéologique dans un tertre rocheux évidé connu des habitants comme Magharet Abloun, « La Caverne d'Apollon »   . Profitant de l'absence de lois relatives aux fouilles archéologiques et aux découvertes dans le Liban sous domination ottomane Alphonse Durighello s'était engagé dans l'activité lucrative de déterrer et de faire du trafic d'artefacts archéologiques. Sous les Ottomans, il suffisait de posséder le terrain ou d'avoir l'autorisation du propriétaire pour creuser. Toutes les découvertes résultant des fouilles devenaient la propriété du découvreur. Pour effectuer des fouilles sur le site de la « caverne d'Apollon », Durighello a acheté le droit exclusif du propriétaire foncier, alors mufti de Sidon, Mustapha Effendi . Durighello, qui est appelé « l'agent » du chancelier Peretié dans le récit de l'archéologue Honoré de Luynes, a déterré un sarcophage d'amphibolite noire dans un hypogée souterrain voûté et l'a vendu à Peretié   .
Magharet Abloun faisait partie d'une des nécropoles royales de la période achéménide de Sidon. Ces nécropoles consistent en des groupes de chambres funéraires souterraines taillées dans la roche, accessibles par des puits verticaux. L'hypogée contient quatre niches taillées dans la roche au niveau du sol dont la plus grande mesure environ 2 mètres de large et de profondeur ; les autres niches mesurent environ 1 mètre de largeur et sont de la même profondeur. Sur le mur opposé de la caverne se trouvent deux niches de plus petites dimensions ; à côté se trouve l'entrée de la chambre funéraire principale où deux marches sont taillées dans la roche et mènent à l'endroit où se trouvait la tête du sarcophage principal .

Le sarcophage d'Eshmunazar II a été découvert juste à l'extérieur du tumulus de Magharet Abloun ; il était protégé par une voûte dont quelques pierres subsistent encore en place. Une dent, un morceau d'os et une mâchoire humaine ont été retrouvés dans les décombres lors de l'extraction du sarcophage

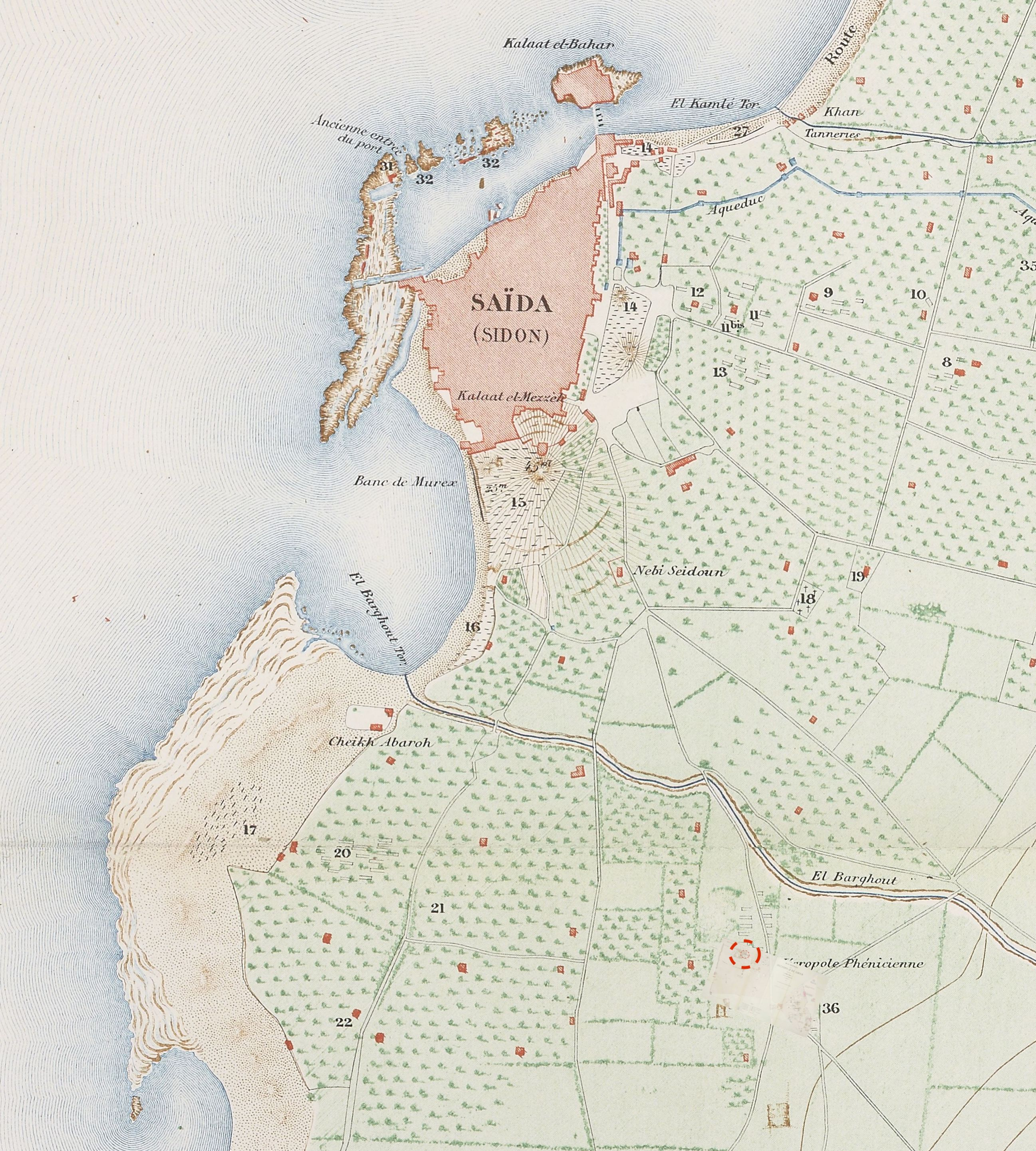
La région de Sidon dans la Mission de Phénicie de Renan en 1864. Le lieu de découverte du sarcophage de la nécropole royale de Sidon est mis en évidence par un cercle rouge.
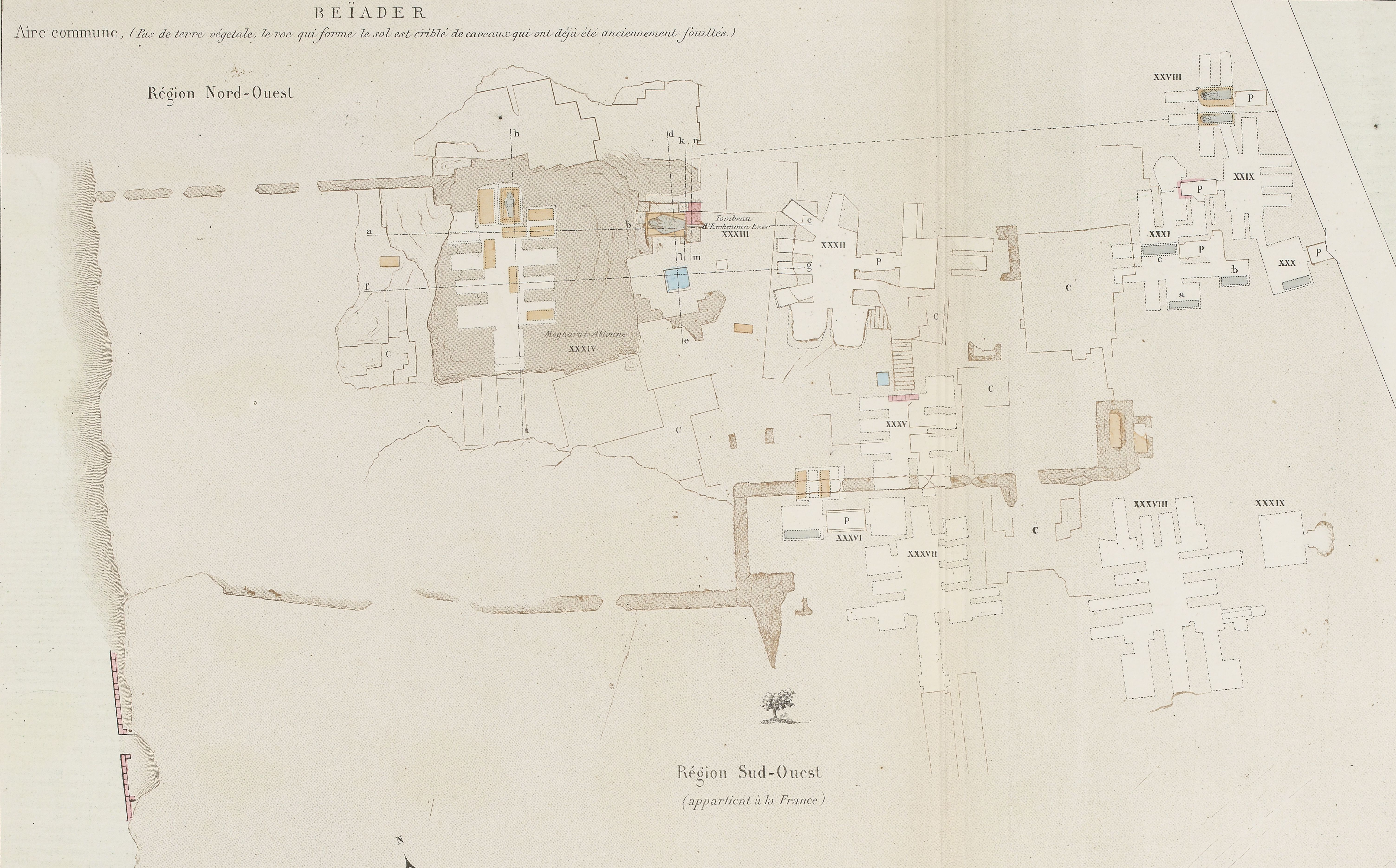
La zone nord-ouest de la Nécropole Phénicienne, montrant Magharet Abloun et le tombeau d'Eshmunazar II.
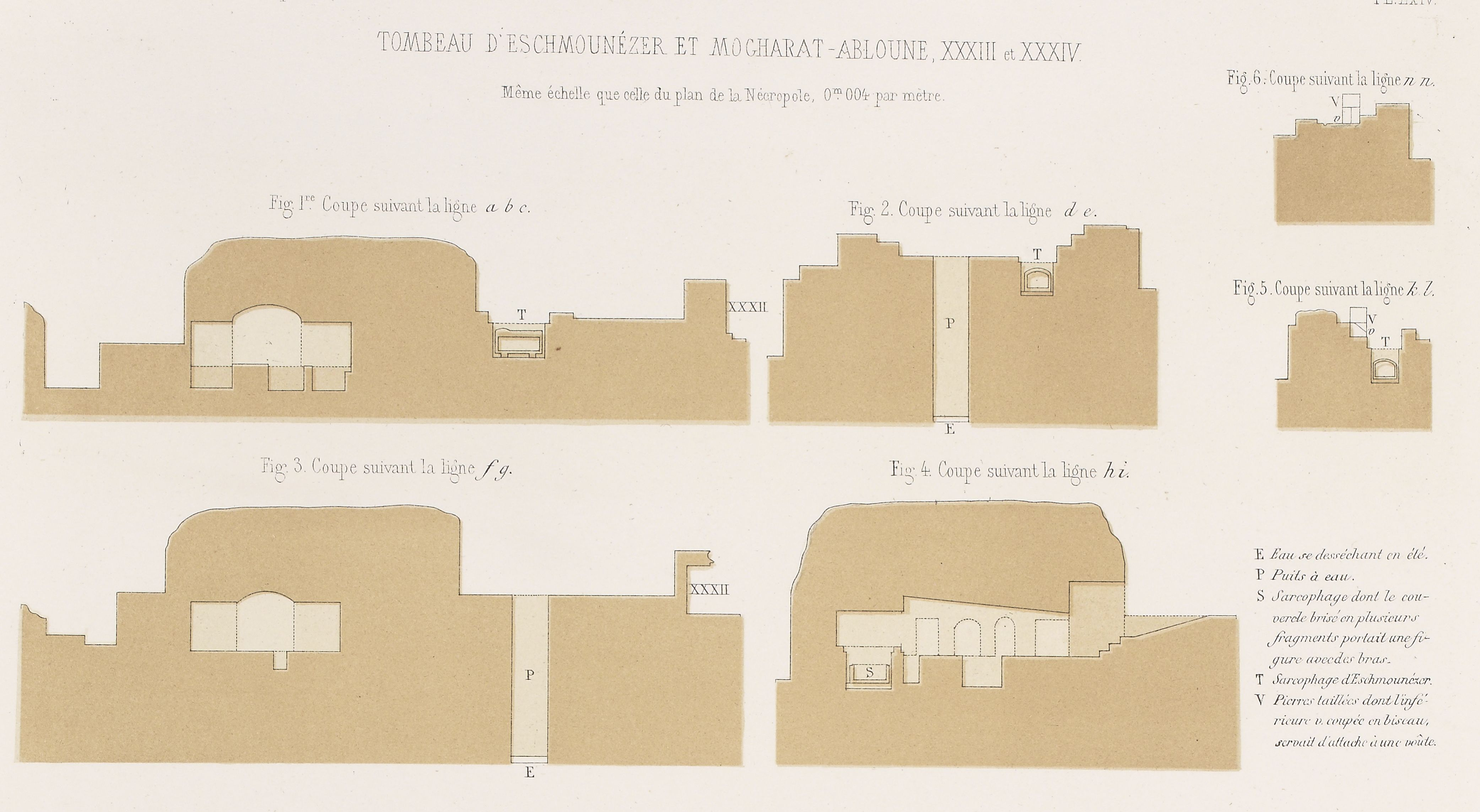
Six coupes de Magharet Abloun ; le sarcophage d'Eshmunazar II est marqué « T ».
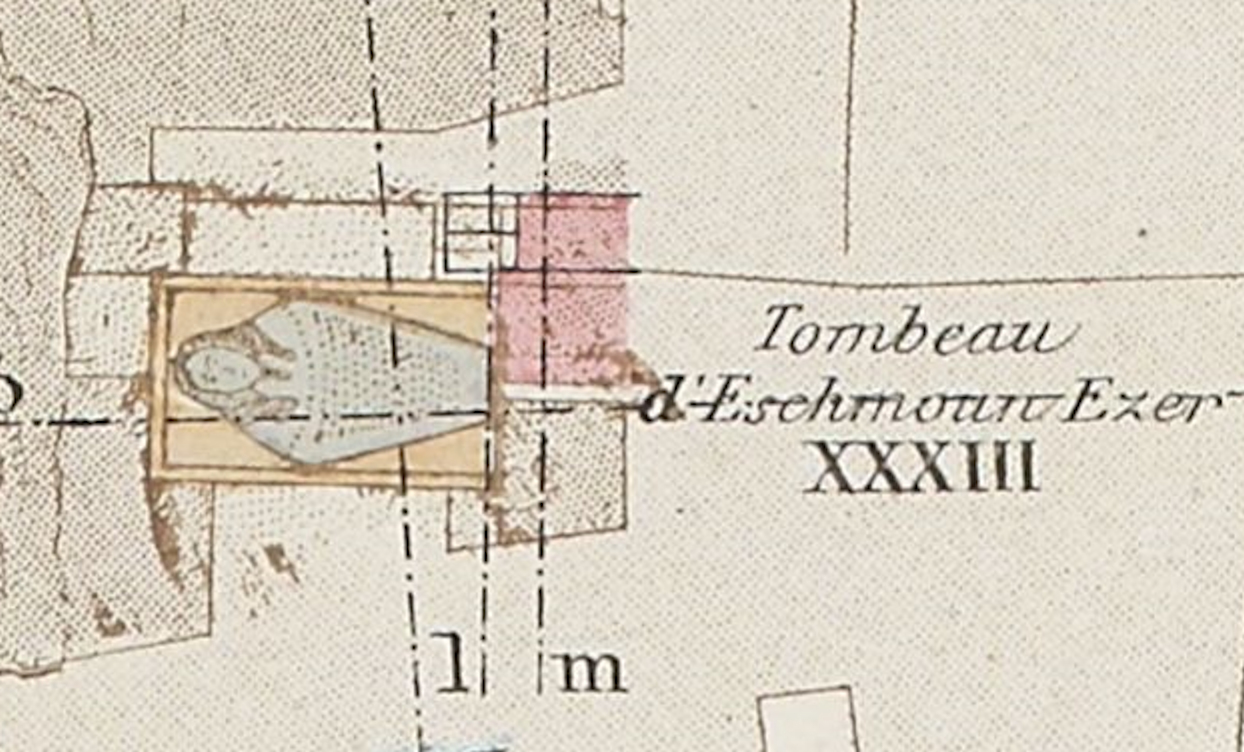
Tombe d'Eshmunazar II in situ.

## Description
Le sarcophage de style anthropoïde égyptien date du VIe siècle av. J.-C. , il est fait d'un bloc solide et bien poli d'amphibolite bleu-noir . Il mesure 256 cm (8,398950144 pi) de long, 125 cm (4,101049875 pi) de large, et 119 cm (3,904199481 pi) de haut.
Le couvercle affiche une sculpture en relief de la figure d'une personne décédée dans le style des sarcophages de momies égyptiennes  L'effigie du défunt est représentée souriante,  enveloppée jusqu'au cou dans un linceul épais laissant la tête découverte. L'effigie est vêtue d'une large perruque nubienne, d'une fausse barbe tressée, et d'un collier ousekh terminé par des têtes de faucon à chacune de ses extrémités comme on le voit souvent au cou des momies égyptiennes  .
Deux autres sarcophages du même style ont également été mis au jour dans la nécropole de Sidon.

### Origine et datation du sarcophage
Les sarcophages de style égyptien trouvés à Sidon ont été fabriqués à l'origine en Égypte pour les membres de l'élite égyptienne antique, mais ont ensuite été transportés à Sidon et réutilisés pour l'enterrement des rois sidoniens. La fabrication de ce style de sarcophages en Égypte cessa vers 525 av. J.-C. avec la chute de la 26e dynastie  . On pense que les sarcophages ont été capturés comme butin par les Sidoniens lors de leur participation à la conquête de l'Égypte par Cambyse II en 525 av.J.-C. Hérodote raconte un événement au cours duquel Cambyse II « a saccagé un cimetière à Memphis, où des cercueils ont été ouverts et les cadavres qu'ils contenaient ont été examinés » ; c'est très probablement à cette occasion que les sarcophages ont été enlevés et réutilisés par les sujets sidoniens de Cambyse II    .
Alors que le sarcophage de Tabnit (en), appartenant au père d'Eshmunazar II, reprenait un sarcophage portant déjà une dédicace sur sa façade avec une longue inscription égyptienne au nom d'un général égyptien, le sarcophage utilisé pour Eshmunazar II était neuf et portait une inscription avec une dédicace en phénicien sur une surface propre. Selon l'archéologue et épigraphiste français René Dussaud, le sarcophage a peut-être été commandé par sa mère survivante, la reine Amoashtart, qui aurait aussi dicté l'inscription.
Ces sarcophages (un troisième appartenait probablement à la reine Amoashtart), sont les seuls sarcophages égyptiens jamais retrouvés hors de l'Égypte proprement dite.

### Impact stylistique sur les sarcophages locaux
Les sarcophages de Tabnit et Eshmunazar ont probablement servi de modèle aux derniers sarcophages de Sidon. Après Tabnit et Eshmunazar II, les sarcophages ont continué à être utilisés par les dignitaires phéniciens, mais avec des évolutions stylistiques marquées. Ces sarcophages anthropoïdes locaux, construits du Ve siècle av. J.-C. à la première moitié du IVe siècle av. J.-C., continuèrent à être sculptés sous la forme d'un corps lisse et informe, mais utilisèrent du marbre blanc, et les visages furent progressivement sculptés dans un style hellénique plus réaliste, peut-être par des artistes grecs. On ne sait pas s'ils ont été importés de Grèce, ou produits localement. Ce type de sarcophages phéniciens a été retrouvé dans toute la Méditerranée dans les ruines des colonies phéniciennes.

## Les inscriptions

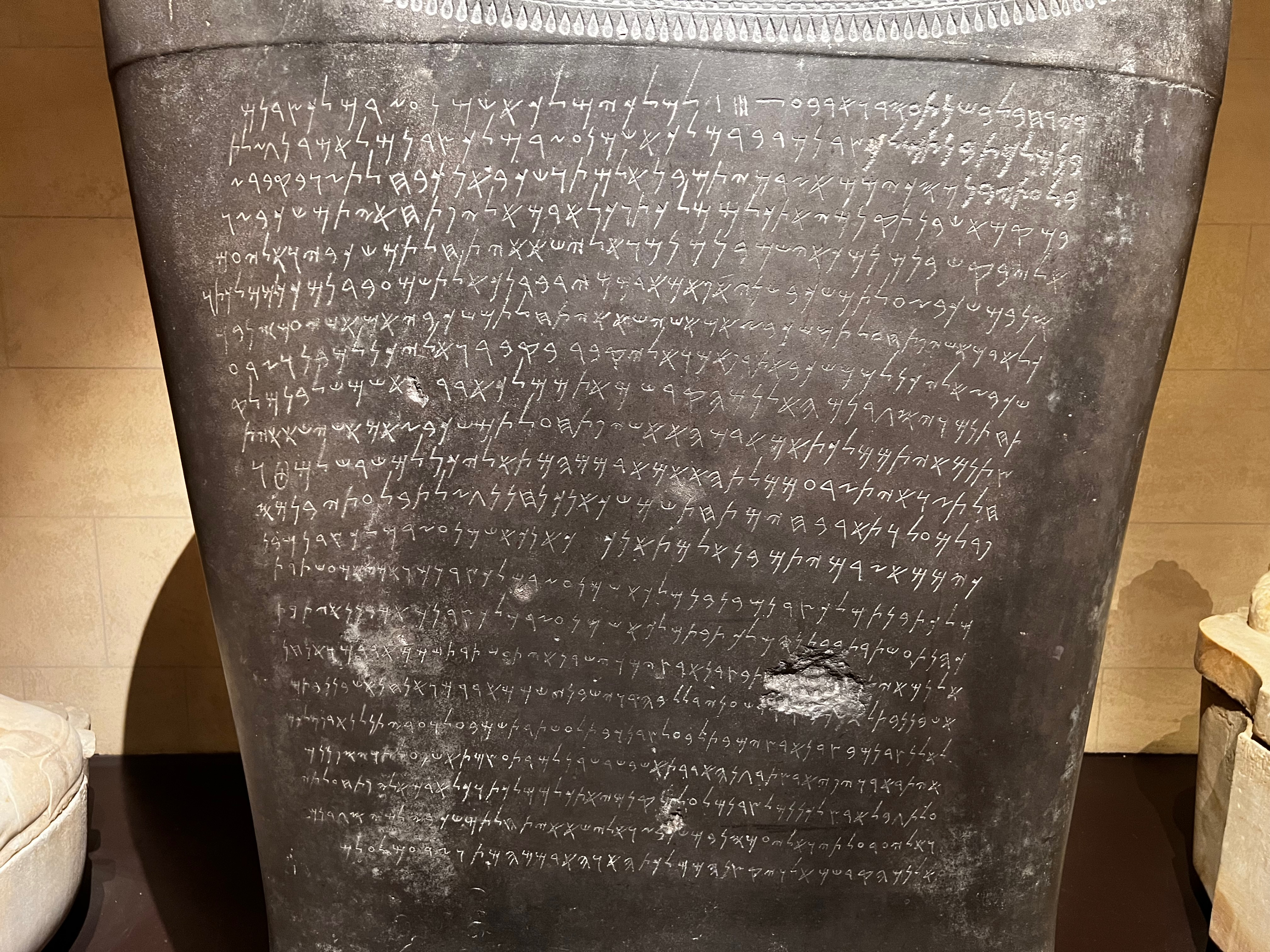
L'inscription du sarcophage. Remarquez la lacune, unique, entre les caractères de la 13e ligne.

Le sarcophage de style égyptien était exempt de hiéroglyphes, mais il avait à la place, sur son couvercle, 22 lignes de texte phénicien de 40 à 55 lettres chacune . Les inscriptions du couvercle occupent un carré situé sous le collier ousekh du sarcophage et mesurent 84 cm (2,755905516 pi) en longueur et en largeur  .
Une deuxième inscription sculptée en caractères phéniciens plus délicatement sculptés que la première a été trouvée autour de la courbure de la tête sur le creux du sarcophage. Elle mesure 140 cm (4,59317586 pi) de longueur et se compose de six lignes et d'un fragment d'une septième ligne  . Comme il est d'usage pour l'écriture phénicienne, tous les caractères sont écrits sans espaces séparant chaque mot à l'exception d'un espace à la ligne 13 de l'inscription du couvercle qui divise le texte en deux parties égales. Les lettres ne sont pas uniformément espacées ;  l'espacement, quelquefois inexistant, peut aller jusqu'à 6,35 mm (0,249999999745 po). Les lignes du texte ne sont pas droites et ne sont pas régulièrement espacées. Les lettres de la partie inférieure du texte (après la lacune de la ligne 13) sont plus nettes et plus petites que les lettres de la première partie de l'inscription.
Les inscriptions du creux du sarcophage correspondent en taille et en style aux lettres de la deuxième partie des inscriptions du couvercle. Les lettres sont gravées rapprochées sur la sixième ligne et le texte s'interrompt sur la septième ligne, composée de neuf caractères qui forment le début du texte qui commence après la lacune sur la 13e ligne de l'inscription sur le couvercle du sarcophage. L'archéologue Honoré Théodoric d'Albert de Luynes et Turner pensent que l'inscription a été tracée à main levée directement sur la pierre sans l'utilisation de guides typographiques pour l'espacement des lettres et que ces traces ont été suivies par l'artisan sculpteur. Les lettres des trois premières lignes de l'inscription sur le couvercle sont taillées plus profondément et plus grossièrement que le reste du texte, ce qui indique que le sculpteur a été  remplacé, ou a été obligé de travailler plus proprement.
La surface externe de l'auge du sarcophage porte un groupe isolé de deux personnages phéniciens. De Luynes pense qu'il s'agissait peut-être de marques de gravure d'essai faites par le graveur de l'inscription.
Les inscriptions du sarcophage d'Eshmunazar sont connues des érudits sous les noms de CIS I 3 et KAI 14 ; elles sont écrites dans la langue phénicienne cananéenne, dans l'alphabet phénicien. Elles identifient le roi enterré à l'intérieur, racontent son lignage et ses travaux de construction de temples, mettent en garde contre le dérangement dans son repos. Les inscriptions déclarent également que le « Seigneur des rois » (le roi des rois achéménide) a accordé au roi sidonien « Dor et Joppé, les puissantes terres de Dagon, qui sont dans la plaine de Sharon » en reconnaissance de ses actes. L'inscription sur le couvercle est la deuxième plus longue inscription phénicienne existante après  l'inscription bilingue en phénicien et louvite de Karatepe (en) datant du VIIIe siècle avant J.-C., découverte en 1946 et selon Gibson, elle « offre une proportion inhabituellement élevée de parallèles littéraires avec la Bible hébraïque, en particulier ses sections poétiques ».
Comme dans d'autres inscriptions phéniciennes, le texte semble ne pas utiliser ou presque pas de matres lectionis, les lettres qui indiquent les voyelles dans les langues sémitiques. Comme en araméen, la préposition אית ( ʾyt ) est utilisée comme marqueur accusatif, tandis que את ( ʾt ) est utilisée pour « avec ».

### Traductions
Des copies des inscriptions ont été envoyées aux chercheurs du monde entier. Les traductions des inscriptions du sarcophage d'Eshmunazar II ont été publiées par des érudits bien connus (voir le tableau ci-dessous). Plusieurs autres érudits connus ont travaillé sur la traduction, y compris le polymathe Josiah Willard Gibbs, l'érudit en langue hébraïque William Henry Green, les érudits bibliques James Murdock et Williams Jenks, et l'expert en langue syriaque Christian Frederic Crusé . Les missionnaires américains William McClure Thomson et Eli Smith vivaient en Syrie ottomane au moment de la découverte du sarcophage et avaient traduit avec succès la majeure partie de l'inscription au début de 1855, mais n'avaient produit aucune publication.
Le sémitiste belge Jean-Claude Haelewyck a fourni une vocalisation hypothétique du texte phénicien. Une vocalisation définitive n'est pas possible car le phénicien s'écrit sans matres lectionis. Haelewyck a fondé la prémisse de sa vocalisation sur l'affinité des langues phénicienne et hébraïque, la grammaire historique et les transcriptions anciennes.
Une liste des premières traductions publiées est ci-dessous : 
| Auteur                                | Mémoire           | Interprétations antérieures consultées                               | Ouvrage publié |
| ------------------------------------- | ----------------- | -------------------------------------------------------------------- | --- |
| Edward E. Salisbury                   |                   |                                                                      | Inscription phénicienne de Sidon                                                                                                |
| William Waden Turner                  | 3 juillet 1855    |                                                                      | L'inscription de Sidon |
| Emil Rodiger                          | 15 juin 1855      |                                                                      | Bemerkungen über die phönikische Inschrift eines am 19. Januar 1855 nahe bei Sidon gefundenen Königs-Sarkophag's                |
| Franz Dietrich et Johann Gildemeister | 1er juillet 1855  |                                                                      | Zwei Sidonische Inschriften, eine griechische aus christlicher Zeit und eine altphönicische Königsinschrift                     |
| Ferdinand Hitzig                      | 30 septembre 1855 | Rodiger, Dietrich.                                                   | Die Grabschrift des Eschmunazar                                                                                                 |
| Constantin Schlottmann                | Décembre 1855     | Rodiger, Dietrich, Hitzig, De Luynes et Ewald.                       | Die Inschrift Eschmunazar's, Königs der Sidonier                                                                                |
| Honoré Théodoric d'Albert de Luynes   | 15 décembre 1855  |                                                                      | Mémoire sur le Sarcophage et inscription funéraire d'Esmunazar, roi de Sidon                                                    |
| Henri Ewald                           | 19 janvier 1856   | Salisbury, Turner, Roidiger, Dietrich, Hitzig.                       | Erklärung der grossen phönikischen inschrift von Sidon und einer ägyptisch-aramäischen : mit den zuverlässigen abbildern beider |
| Jean-Joseph-Léandre Bargès            | 1856              | Salisbury, Turner, Rödiger, Dietrich, Hitzig, De Luynes, Ewald (? ). | Mémoire sur le sarcophage et l'inscription funéraire d'Eschmounazar, roi de Sidon                                               |
| Salomon Munk                          | 6 avril 1856      | Salisbury, Turner, Rödiger, Dietrich, Hitzig, DeLuynes, Bargès.      | Essais sur l'inscription phénicienne du sarcophage d'Eschmoun-'Ezer, roi de Sidon                                               |
| Moritz Abraham Lévy                   | août 1856         | Salisbury, Turner, Rödiger, Dietrich, Hitzig, Ewald, De Luynes, Munk | Phönizisches Wörterbuch |

### Traduction en français
| Line number | Original Phoenician Inscription                                         | Transliteration                                                         | Transcription                                                                                             | Traduction française |
| ----------- | ----------------------------------------------------------------------- | ----------------------------------------------------------------------- | --- | --- |
| 1           | 𐤁𐤉𐤓𐤇 𐤁𐤋 𐤁𐤔𐤍𐤕 𐤏𐤎𐤓 𐤅𐤀𐤓𐤁𐤏 𐤗𐤖𐤖𐤖𐤖 𐤋𐤌𐤋𐤊𐤉 𐤌𐤋𐤊 𐤀𐤔𐤌𐤍𐤏𐤆𐤓 𐤌𐤋𐤊 𐤑𐤃𐤍𐤌                 | byrḥ bl bšnt ʿsr wʾrbʿ 14 lmlky mlk ʾšmnʿzr mlk ṣdnm                    | bīyīraḥ Būl bašant ʿasr waʾarbaʿ 14 lamūlkīyū mīlk ʾEšmūnʿazēr mīlk Ṣīdūnīm                               | Au mois de Boul, la quatorzième année du règne du roi Eshmunazar, roi des Sidoniens |
| 2           | 𐤁𐤍 𐤌𐤋𐤊 𐤕𐤁𐤍𐤕 𐤌𐤋𐤊 𐤑𐤃𐤍𐤌 𐤃𐤁𐤓 𐤌𐤋𐤊 𐤀𐤔𐤌𐤍𐤏𐤆𐤓 𐤌𐤋𐤊 𐤑𐤃𐤍𐤌 𐤋𐤀𐤌𐤓 𐤍𐤂𐤆𐤋𐤕                | bn mlk tbnt mlk ṣdnm dbr mlk ʾšmnʿzr mlk ṣdnm lʾmr ngzlt                | bīn mīlk Tabnīt mīlk Ṣīdūnīm dōbōr mīlk ʾEšmūnʿazēr mīlk Ṣīdūnīm laʾamar nagzaltī                         | fils du roi Tabnit, roi des Sidoniens, le roi Eshmunazar, roi des Sidoniens, dit ce qui suit : J'ai été emporté |
| 3           | 𐤁𐤋 𐤏𐤕𐤉 𐤁𐤍 𐤌𐤎𐤊 𐤉𐤌𐤌 𐤀𐤆𐤓𐤌 𐤉𐤕𐤌 𐤁𐤍 𐤀𐤋𐤌𐤕 𐤅𐤔𐤊𐤁 𐤀𐤍𐤊 𐤁𐤇𐤋𐤕 𐤆 𐤅𐤁𐤒𐤁𐤓 𐤆              | bl ʿty bn msk ymm ʾzrm ytm bn ʾlmt wškb ʾnk bḥlt z wbqbr z              | bīlō ʿōtīya bīn masōk yōmīm ʾazīrīm yatūm bīn ʾalmat wašūkēb ʾanōk(ī) bīḥalōt ze wabīqabr ze              | avant mon temps, fils d'un nombre limité de jours courts (ou : fils d'un nombre limité de jours j'ai été retranché), orphelin, fils d'une veuve, et je suis couché dans ce cercueil et dans ce tombeau,                                  |
| 4           | 𐤁𐤌𐤒𐤌 𐤀𐤔 𐤁𐤍𐤕 𐤒𐤍𐤌𐤉 𐤀𐤕 𐤊𐤋 𐤌𐤌𐤋𐤊𐤕 𐤅𐤊𐤋 𐤀𐤃𐤌 𐤀𐤋 𐤉𐤐𐤕𐤇 𐤀𐤉𐤕 𐤌𐤔𐤊𐤁 𐤆 𐤅               | bmqm ʾš bnt qnmy ʾt kl mmlkt wkl ʾdm ʾl yptḥ ʾyt mškb z w               | bīmaqōm ʾeš banītī qanūmīya ʾata kūl mamlōkūt wakūl ʾadōm ʾal yīptaḥ ʾīyat mīškōb ze wa-                  | dans un lieu que j'ai construit. Qui que vous soyez, roi ou homme (ordinaire), qu'il (sic!) n'ouvre pas ce lieu de repos et |
| 5           | 𐤀𐤋 𐤉𐤁𐤒𐤔 𐤁𐤍 𐤌𐤍𐤌 𐤊 𐤀𐤉 𐤔𐤌 𐤁𐤍 𐤌𐤍𐤌 𐤅𐤀𐤋 𐤉𐤔𐤀 𐤀𐤉𐤕 𐤇𐤋𐤕 𐤌𐤔𐤊𐤁𐤉 𐤅𐤀𐤋 𐤉𐤏𐤌             | ʾl ybqš bn mnm k ʾy šm bn mnm wʾl yšʾ ʾyt ḥlt mškby wʾl yʿm             | -ʾal yebaqēš bīnū mīnūma kī ʾīy waʾal yīšōʾ ḥalōt mīškōbī waʾal yaʿmū-                                    | qu'il n'y cherche rien parce que rien du tout n'y a été placé. Et qu'il ne déplace pas le cercueil de mon lieu de repos, ni ne me porte                                                                                                  |
| 6           | 𐤎𐤍 𐤁𐤌𐤔𐤊𐤁 𐤆 𐤏𐤋𐤕 𐤌𐤔𐤊𐤁 𐤔𐤍𐤉 𐤀𐤐 𐤀𐤌 𐤀𐤃𐤌𐤌 𐤉𐤃𐤁𐤓𐤍𐤊 𐤀𐤋 𐤕𐤔𐤌𐤏 𐤁𐤃𐤍𐤌 𐤊 𐤊𐤋 𐤌𐤌𐤋𐤊𐤕 𐤅     | sn bmškb z ʿlt mškb šny ʾp ʾm ʾdmm ydbrnk ʾl tšmʿ bdnm k kl mmlkt w     | -sēnī bīmīškōb ze ʿalōt mīškōb šenī ʾap ʾīm ʾadōmīm yīdbrūnakō ʾal tīšmaʿ badanōm kī kūl mamlōkūt wa-     | loin de ce lieu de repos vers un autre lieu de repos. Aussi, si les hommes vous parlent, n'écoutez pas leurs bavardages. Pour chaque roi et                                                                                              |
| 7           | 𐤊𐤋 𐤀𐤃𐤌 𐤀𐤔 𐤉𐤐𐤕𐤇 𐤏𐤋𐤕 𐤌𐤔𐤊𐤁 𐤆 𐤀𐤌 𐤀𐤔 𐤉𐤔𐤀 𐤀𐤉𐤕 𐤇𐤋𐤕 𐤌𐤔𐤊𐤁𐤉 𐤀𐤌 𐤀𐤔 𐤉𐤏𐤌𐤎𐤍 𐤁𐤌        | kl ʾdm ʾš yptḥ ʿlt mškb z ʾm ʾš yšʾ ʾyt ḥlt mškby ʾm ʾš yʿmsn bm        | -kūl ʾadōm ʾīš yīptaḥ ʿalōt mīškōb ʾīm ʾīš yīšōʾ ʾīyat ḥalōt mīškōb ʾīm ʾīš yaʿmūšēnī bīmī-               | tout homme (ordinaire) qui ouvrira ce qui est au-dessus de ce lieu de repos, ou soulèvera le cercueil de mon lieu de repos, ou m'emportera loin de                                                                                       |
| 8           | 𐤔𐤊𐤁 𐤆 𐤀𐤋 𐤉𐤊𐤍 𐤋𐤌 𐤌𐤔𐤊𐤁 𐤀𐤕 𐤓𐤐𐤀𐤌 𐤅𐤀𐤋 𐤉𐤒𐤁𐤓 𐤁𐤒𐤁𐤓 𐤅𐤀𐤋 𐤉𐤊𐤍 𐤋𐤌 𐤁𐤍 𐤅𐤆𐤓𐤏           | škb z ʾl ykn lm mškb ʾt rpʾm wʾl yqbr bqbr wʾl ykn lm bn wzrʿ           | -škōb ze ʾal yakūn lam mīškōb ʾet Repaʾīm waʾal yīqōbērū bīqabr waʾal yakūn lam bīn wazeraʿ               | ce lieu de repos, qu'ils n'aient pas de lieu de repos avec les Rephaïm, qu'ils ne soient pas enterrés dans un tombeau, et qu'ils n'aient pas de fils ni de postérité                                                                     |
| 9           | 𐤕𐤇𐤕𐤍𐤌 𐤅𐤉𐤎𐤂𐤓𐤍𐤌 𐤄𐤀𐤋𐤍𐤌 𐤄𐤒𐤃𐤔𐤌 𐤀𐤕 𐤌𐤌𐤋𐤊(𐤕) 𐤀𐤃𐤓 𐤀𐤔 𐤌𐤔𐤋 𐤁𐤍𐤌 𐤋𐤒                  | tḥtnm wysgrnm hʾlnm hqdšm ʾt mmlk(t) ʾdr ʾš mšl bnm lq                  | taḥtenōm wayasgīrūnōm hāʾīlōnīm haqadōšīm ʾet mamlōkū(t) ʾadīr ʾīš mōšel bīnōm laqī-                      | après eux. Et que les dieux sacrés les livrent à un roi puissant qui les gouvernera en vue de |
| 10          | 𐤑𐤕𐤍𐤌 𐤀𐤉𐤕 𐤌𐤌𐤋𐤊𐤕 𐤀𐤌 𐤀𐤃𐤌 𐤄𐤀 𐤀𐤔 𐤉𐤐𐤕𐤇 𐤏𐤋𐤕 𐤌𐤔𐤊𐤁 𐤆 𐤀𐤌 𐤀𐤔 𐤉𐤔𐤀 𐤀𐤉𐤕               | ṣtnm ʾyt mmlkt ʾm ʾdm hʾ ʾš yptḥ ʿlt mškb z ʾm ʾš yšʾ ʾyt               | -ṣōtīnōm ʾīyat mamlōkūt ʾīm ʾīš ʾadōm hūʾa ʾīš yīptaḥ ʿalōt mīškōb ze ʾīm ʾīš yīšōʾ ʾīyat                 | les exterminer, le roi ou cet homme (ordinaire) qui ouvrira ce qui est au-dessus de ce lieu de repos ou soulèvera |
| 11          | 𐤇𐤋𐤕 𐤆 𐤅𐤀𐤉𐤕 𐤆𐤓𐤏 𐤌𐤌𐤋𐤕 𐤄𐤀 𐤀𐤌 𐤀𐤃𐤌𐤌 𐤄𐤌𐤕 𐤀𐤋 𐤉𐤊𐤍 𐤋𐤌 𐤔𐤓𐤔 𐤋𐤌𐤈 𐤅                  | ḥlt z wʾyt zrʿ mmlt hʾ ʾm ʾdmm hmt ʾl ykn lm šrš lmṭ w                  | ḥalōt mīškōb ze waʾīyat zeraʿ mamlō[kū]t hūʾa ʾīm ʾīš ʾadōmīm hūmatū ʾal yakūn lam šūrš lamaṭō wa-        | ce cercueil, et (aussi) la progéniture de ce roi ou de ces hommes (ordinaires). Ils ne doivent pas avoir ni racine au-dessous, ni |
| 12          | 𐤐𐤓 𐤋𐤌𐤏𐤋 𐤅𐤕𐤀𐤓 𐤁𐤇𐤉𐤌 𐤕𐤇𐤕 𐤔𐤌𐤔 𐤊 𐤀𐤍𐤊 𐤍𐤇𐤍 𐤍𐤂𐤆𐤋𐤕 𐤁𐤋 𐤏𐤕𐤉 𐤁𐤍 𐤌𐤎                  | pr lmʿl wtʾr bḥym tḥt šmš k ʾnk nḥn ngzlt bl ʿty bn ms                  | -pīr lamaʿlō watōʾar baḥayīm taḥat šamš kī ʾanōk(ī) nōḥōn nagzaltī bīlō ʿōtīya bīn masō-                  | fruit au-dessus, ni vie sous le soleil. Car moi qui mérite miséricorde, j'ai été emporté avant mon temps, fils d'un |
| 13          | 𐤊 𐤉𐤌𐤌 𐤀𐤆𐤓𐤌 𐤉𐤕𐤌 𐤁𐤍 𐤀𐤋𐤌𐤕 𐤀𐤍𐤊 𐤊 𐤀𐤍𐤊 𐤀𐤔𐤌𐤍𐤏𐤆𐤓 𐤌𐤋𐤊 𐤑𐤃𐤍𐤌 𐤁𐤍                    | k ymm ʾzrm ytm bn ʾlmt ʾnk k ʾnk ʾšmnʿzr mlk ṣdnm bn                    | -k yōmīm ʾazīrīm yatūm bīn ʾalmat ʾanōk(ī) kī ʾanōk(ī) ʾEšmūnʿazēr mīlk Ṣīdūnīm bīn                       | nombre de jours courts (ou : fils d'un nombre limité de jours j'ai été retranché), moi un orphelin, le fils d'une veuve. Car moi, Eshmunazar, roi des Sidoniens, fils du                                                                 |
| 14          | 𐤌𐤋𐤊 𐤕𐤁𐤍𐤕 𐤌𐤋𐤊 𐤑𐤃𐤍𐤌 𐤁𐤍 𐤁𐤍 𐤌𐤋𐤊 𐤀𐤔𐤌𐤍𐤏𐤆𐤓 𐤌𐤋𐤊 𐤑𐤃𐤍𐤌 𐤅𐤀𐤌𐤉 𐤀𐤌 𐤏𐤔𐤕𐤓𐤕              | mlk tbnt mlk ṣdnm bn bn mlk ʾšmnʿzr mlk ṣdnm wʾmy ʾm ʿštrt              | mīlk Tabnīt mīlk Ṣīdūnīm bīn bīn mīlk ʾEšmūnʿazēr mīlk Ṣīdūnīm waʾīmī ʾAmō[t]ʿaštart                      | roi Tabnit, roi des Sidoniens, petit-fils du roi Eshmunazar, roi des Sidoniens, et ma mère Amo[t]astart, |
| 15          | 𐤊𐤄𐤍𐤕 𐤏𐤔𐤕𐤓𐤕 𐤓𐤁𐤕𐤍 𐤄𐤌𐤋𐤊𐤕 𐤁𐤕 𐤌𐤋𐤊 𐤀𐤔𐤌𐤍𐤏𐤆𐤓 𐤌𐤋𐤊 𐤑𐤃𐤍𐤌 𐤀𐤌 𐤁𐤍𐤍 𐤀𐤉𐤕 𐤁𐤕             | khnt ʿštrt rbtn hmlkt bt mlk ʾšmnʿzr mlk ṣdnm ʾm bnn ʾyt bt             | kōhant ʿAštart rabōtanū hamalkat bīt mīlk ʾEšmūnʿazēr mīlk Ṣīdūnīm ʾīm banīnū ʾīyat bēt                   | prêtresse d'Ashtart, notre dame, la reine, fille du roi Eshmunazar, roi des Sidoniens, (c'est nous) qui avons bâti les temples |
| 16          | 𐤀𐤋𐤍𐤌 𐤀𐤉𐤕 (...)𐤕 𐤁𐤑𐤃𐤍 𐤀𐤓𐤑 𐤉𐤌 𐤅𐤉𐤔𐤓𐤍 𐤀𐤉𐤕 𐤏𐤔𐤕𐤓𐤕 𐤔𐤌𐤌 𐤀𐤃𐤓𐤌 𐤅𐤀𐤍𐤇𐤍              | ʾlnm ʾyt (...)t bṣdn ʾrṣ ym wyšrn ʾyt ʿštrt šmm ʾdrm wʾnḥn              | ʾīlōnīm ʾīyat [bēt ʿAštar]t bīṢīdūn ʾarṣ yam wayīšarnū ʾīyat ʿAštart šamēm ʾadīrīm waʾanaḥnū              | des dieux, [le temple d'Ashtar]t à Sidon, le pays de la mer. Et nous avons placé Ashtart (dans) les cieux puissants (ou : dans Shamem-Addirim ?). Et c'est nous                                                                          |
| 17          | 𐤀𐤔 𐤁𐤍𐤍 𐤁𐤕 𐤋𐤀𐤔𐤌𐤍 (?)𐤓 𐤒𐤃𐤔 𐤏𐤍𐤉𐤃𐤋𐤋 𐤁𐤄𐤓 𐤅𐤉𐤔𐤁𐤍𐤉 𐤔𐤌𐤌 𐤀𐤃𐤓𐤌 𐤅𐤀𐤍𐤇𐤍 𐤀𐤔 𐤁𐤍𐤍 𐤁𐤕𐤌    | ʾš bnn bt lʾšmn (?)r qdš ʿnydll bhr wyšbny šmm ʾdrm wʾnḥn ʾš bnn btm    | ʾaš banīnū bēt laʾEšmūn [ša]r qūdš ʿīnYDLL bīharī wayīšarnīyū šamēm ʾadīrīm waʾanaḥnū ʾīš banīnū bētīm    | qui avons construit un temple pour Eshmun, le prince du sanctuaire de la source de YDLL dans les montagnes, et nous l'avons placé (dans) les cieux puissants (ou : dans Shamem-Addirim ?). Et c'est nous qui avons construit des temples |
| 18          | 𐤋𐤀𐤋𐤍 𐤑𐤃𐤍𐤌 𐤁𐤑𐤃𐤍 𐤀𐤓𐤑 𐤉𐤌 𐤁𐤕 𐤋𐤁𐤏𐤋 𐤑𐤃𐤍 𐤅𐤁𐤕 𐤋𐤏𐤔𐤕𐤓𐤕 𐤔𐤌 𐤁𐤏𐤋 𐤅𐤏𐤃 𐤉𐤕𐤍 𐤋𐤍 𐤀𐤃𐤍 𐤌𐤋𐤊𐤌 | lʾln ṣdnm bṣdn ʾrṣ ym bt lbʿl ṣdn wbt lʿštrt šm bʿl wʿd ytn ln ʾdn mlkm | laʾīlōnē Ṣīdūnīm bīṢīdūn ʾarṣ yam bēt laBaʿl Ṣīdūn wabēt ʿAštart šīm Baʿl waʿad yatan lanū ʾadūn mīlkīm   | pour les dieux des Sidoniens à Sidon, le pays de la mer, un temple pour Baal de Sidon, et un temple pour Ashtart-Shem-Baal. De plus, le seigneur des rois nous a donné                                                                   |
| 19          | 𐤀𐤉𐤕 𐤃𐤀𐤓 𐤅𐤉𐤐𐤉 𐤀𐤓𐤑𐤕 𐤃𐤂𐤍 𐤄𐤀𐤃𐤓𐤕 𐤀𐤔 𐤁𐤔𐤃 𐤔𐤓𐤍 𐤋𐤌𐤃𐤕 𐤏𐤑𐤌𐤕 𐤀𐤔 𐤐𐤏𐤋𐤕 𐤅𐤉𐤎𐤐𐤍𐤍𐤌        | ʾyt dʾr wypy ʾrṣt dgn hʾdrt ʾš bšd šrn lmdt ʿṣmt ʾš pʿlt wyspnnm        | ʾīyat Dūʾr waYapay ʾarṣūt Dagōn hāʾadīrūt ʾeš bīšadē Šarūn lamīdūt ʿaṣmūt ʾaš paʿltī wayasapnūnēm         | Dor et Joppa, les puissantes terres de Dagon, qui sont dans la plaine de Sharon, en récompense de l'action brillante que j'ai accomplie. Et nous les avons annexés                                                                       |
| 20          | 𐤏𐤋𐤕 𐤂𐤁𐤋 𐤀𐤓𐤑 𐤋𐤊𐤍𐤍𐤌 𐤋𐤑𐤃𐤍𐤌 𐤋𐤏𐤋(?) 𐤒𐤍𐤌𐤉 𐤀𐤕 𐤊𐤋 𐤌𐤌𐤋𐤊𐤕 𐤅𐤊𐤋 𐤀𐤃𐤌 𐤀𐤋 𐤉𐤐𐤕𐤇 𐤏𐤋𐤕𐤉    | ʿlt gbl ʾrṣ lknnm lṣdnm lʿl(?) qnmy ʾt kl mmlkt wkl ʾdm ʾl yptḥ ʿlty    | ʿalōt Gūbal ʾarṣ lakūnīnēm laṢīdūnīm laʿūlō[m] qanūmīya ʾata kūl mamlōkūt wakūl ʾadōm ʾal yīptaḥ ʿalōtīya | jusqu'à la limite du pays, afin qu'ils appartiennent à jamais aux Sidoniens. Qui que tu sois, roi ou homme (ordinaire), n'ouvre pas ce qui est au-dessus de moi                                                                          |
| 21          | 𐤅𐤀𐤋 𐤉𐤏𐤓 𐤏𐤋𐤕𐤉 𐤅𐤀𐤋 𐤉𐤏𐤌𐤎𐤍 𐤁𐤌𐤔𐤊𐤁 𐤆 𐤅𐤀𐤋 𐤉𐤔𐤀 𐤀𐤉𐤕 𐤇𐤋𐤕 𐤌𐤔𐤊𐤁𐤉 𐤋𐤌 𐤉𐤎𐤂𐤓𐤍𐤌          | wʾl yʿr ʿlty wʾl yʿmsn bmškb z wʾl yšʾ ʾyt ḥlt mškby lm ysgrnm          | waʾal yaʾr ʿalōtīya yaʿmūšēnī bīmīškōb ze waʾal yīšōʾ ḥalōt mīškōbī lam yasgīrūnōm                        | et ne découvre pas ce qui est au-dessus de moi et ne m'emporte pas hors de ce lieu de repos et ne soulève pas le cercueil de mon lieu de repos. Autrement,                                                                               |
| 22          | 𐤀𐤋𐤍𐤌 𐤄𐤒𐤃𐤔𐤌 𐤀𐤋 𐤅𐤉𐤒𐤑𐤍 𐤄𐤌𐤌𐤋𐤊𐤕 𐤄𐤀 𐤅𐤄𐤀𐤃𐤌𐤌 𐤄𐤌𐤕 𐤅𐤆𐤓𐤏𐤌 𐤋𐤏𐤋𐤌                     | ʾlnm hqdšm ʾl wyqṣn hmmlkt hʾ whʾdmm hmt wzrʿm lʿlm                     | ʾīlōnīm haqadōšīm ʾīle wayeqeṣūna hamamlōkūt hūʾa wahāʾadōmīm hūmatū wazarʿōm laʿūlōm                     | les dieux sacrés les abandonneront et retrancheront ce roi et ces hommes (ordinaires) et leur progéniture pour toujours |

## Déménagement au Louvre
Après la découverte du sarcophage par Durighello, la propriété du sarcophage Eshmunazar II a été contestée par le consul britannique à Sidon, Habib Abela. L'affaire est devenue politique ; dans une lettre datée du 21 avril 1855, le directeur des musées nationaux français, le comte Émilien de Nieuwerkerke sollicita l'intervention d'Édouard Thouvenel, ambassadeur de France auprès des Ottomans, déclarant qu'« il est de l'intérêt du musée de posséder le sarcophage : il a une valeur particulière à une époque où l'on commence à étudier avec un grand zèle des antiquités orientales jusqu'alors inconnues dans la majeure partie de l'Europe ». Une commission a été nommée par le gouverneur du vilayet de Saida Wamik Pacha pour examiner l'affaire et, selon le procès-verbal de la réunion datée du 24 avril 1855, les efforts de règlement des différends ont été transférés à une commission de résidents européens qui, à l'unanimité ont voté en faveur de Durighello et rejeté les revendications d'Abela  .
Le Journal of Commerce a rapporté le différend juridique dans ces  termes :
Entre-temps, une controverse a surgi au sujet de la propriété du monument découvert, entre les consuls anglais et français en ce lieu - l'un ayant conclu un contrat avec le propriétaire du terrain, par lequel il avait droit à tout ce qu'il devrait découvrir dedans ; et l'autre ayant engagé un Arabe pour creuser pour lui, qui est tombé sur le sarcophage dans les limites de l'autre consul, ou, comme diraient les Californiens, dans sa « réclamation ». 
Peretié a acheté le sarcophage à Durighello et l'a vendu à l'archéologue de Luynes pour  400 POUND STERLING . De Luynes a fait don du sarcophage au gouvernement français pour qu'il soit exposé au musée du Louvre  . Peretié, chancelier du consulat de France à Beyrouth, a précipité le transport du sarcophage vers la France ; une tâche qui s'est avérée difficile avec les ressources disponibles à l'époque. La tâche bureaucratique d'enlèvement du sarcophage vers la France est facilitée par l'intervention de Ferdinand de Lesseps, alors consul général de France à Alexandrie et du ministre français de l'Éducation nationale et des Cultes Hippolyte Fortoul. Pendant le transport vers le port de Sidon, les citoyens et le gouverneur de Sidon se rassemblèrent, escortèrent et applaudirent le convoi ; ils ont orné le sarcophage de fleurs et de branches de palmier tandis que 20 bœufs, aidés de marins français, traînaient sa voiture jusqu'au port. Au quai, les officiers et l'équipage de la corvette de la marine française La Sérieuse montent à bord de l'auge du sarcophage puis de son couvercle sur une péniche, avant de le soulever jusqu'à la corvette militaire. Le commandant de corvette Delmas De La Perugia a lu une première traduction des inscriptions et a expliqué l'importance scientifique et la signification historique de la cargaison à son équipage .
Le sarcophage du roi Eshmunazar II est conservé dans la section des Antiquités orientales du Louvre, salle 311 de l'aile Sully. Il a reçu le numéro d'identification du musée AO 4806.

## Importance
L'inscription sur le couvercle était d'une grande importance lors de sa découverte; c'était la première inscription en langue phénicienne découverte en Phénicie proprement dite,. De plus, cette gravure forme l'inscription phénicienne la plus longue et la plus détaillée jamais trouvée ; elle est maintenant la deuxième plus longue inscription phénicienne existante après l'inscription bilingue en phénicien et louvite de Karatepe (en) datant du VIIIe siècle av. J.-C., découverte en 1946  .
La découverte de l'hypogée de Magharet Abloun et du sarcophage d'Eshmunazar II fit sensation en France, ce qui conduisit Napoléon III, alors empereur des Français, à envoyer une mission scientifique au Liban dirigée par le philologue et bibliste sémitique Ernest Renan .